# یئاوانگا
یئاوانگا شهری در شهرستان کایائو در استان بازگا در بورکینافاسوی مرکزی است و جمعیت آن  نفر است.